# مازیار بهروز
مازیار بهروز (زاده:۱۳۳۷ خورشیدی در تهران)، از تاریخ نگاران و تاریخ پژوهان معاصر، در عرصهٔ پیشینه و جریان‌شناسی جنبش چپ در ایران به شمار می‌رود. کتاب او، شورشیان آرمانخواه از منابع تحقیق پیرامون احزاب و جریانات چپ در ایران معاصر محسوب می‌شود.

## زندگی
مازیار بهروز در اسفند ماه سال ۱۳۳۷ خورشیدی در محلهٔ تهران پارس در شهر تهران به دنیا آمد. پدر او، جهانگیر بهروز از روزنامه نویسان با سابقه و از اعضای حزب توده ایران بود و همین امر زمینه‌ای برای آشنایی او با تاریخ جنبش چپ ایران است. مازیار بهروز پس از طی تحصیلات ابتدایی و دبیرستان خود، در سال ۱۳۵۴ و در حالیکه تنها ۱۶ سال داشت، برای ادامهٔ تحصیل به انگلستان رفت و دیپلم دبیرستان را در آنجا اخذ نمود. وی سپس برای تکمیل تحصیلات خود، به آمریکا سفر کرد و از کالج سنت مری در شمال کالیفورنیا لیسانس تاریخ و علوم سیاسی اخذ نمود (۱۹۸۲). سپس وی از دانشگاه ایالتی کالیفرنیا در سانفرانسیسکو موفق به اخذ مدرک فوق لیسانس در رشتهٔ تاریخ جدید اروپا گشت (۱۹۸۶). وی سپس در دانشگاه کالیفرنیا (یو سی ال ای) واقع در لوس آنجلس در رشته تاریخ دوران جدید خاورمیانه به اخذ دکترا نائل آمد (۱۹۹۳). وی دانشنامهٔ دکترای خود را به جریان‌های سیاسی چپگرا در ایران معاصر اختصاص داد که این دانشنامه، بعدها به صورت کتابی با عنوان شورشیان آرمانخواه به چاپ رسید.
بهروز پس از اخذ دکترا، در دانشگاههای آمریکا مشغول به تدریس شد و هم‌اکنون به عنوان استاد در رشته تاریخ، در دانشگاه ایالتی سانفرانسیسکو به تدریس مشغول است.

## آثار
مازیار بهروز را می‌توان یکی از تاریخ نگاران و تاریخ پژوهان جنبش چپ در ایران به شمار آورد. کتاب او، شورشیان آرمانخواه، که به عنوان دانشنامهٔ دکترای وی تحریر و بعدها تکمیل و به صورت کتاب منتشر شده، یکی از منابع در جریان‌شناسی احزاب چپ در ایران به شمار می‌آید. کتاب بعدی او، با عنوان تأملاتی پیرامون تاریخ شورشیان آرمانخواه، که در سال ۱۳۸۵ در تهران انتشار یافته‌است، ادامه‌ای بر کتاب قبلی او محسوب می‌گردد. وی علاوه بر چند کتاب و تعداد کثیری مقاله در ارتباط با پیشینهٔ جریانات سیاسی چپ در ایران، تحقیقات و پژوهش‌های متعددی نیز در زمینهٔ دورانهای مختلف تاریخ ایران، به ویژه عصر صفویه، عصر قاجاریه و تاریخ مشروطیت به انجام رسانیده‌است. مقالات و مصاحبه‌های متعددی از او در نشریات فارسی ایران انتشار یافته و مقالاتی نیز به زبان انگلیسی در مطبوعات گوناگون دنیا منتشر ساخته‌است.
فهرست ذیل مشتمل بر برخی آثار و نوشته‌های مازیار بهروز است:
کتاب‌ها:
- شورشیان آرمانخواه - ققنوس - ۱۳۸۰
- تأملاتی پیرامون تاریخ شورشیان آرمانخواه - اختران - ۱۳۸۵
- ایران در جنگ - اختران - ۱۴۰۳

مقاله‌ها و گفتگوها:
- تأملاتی در نظام زندان ایران در سال‌های ۶۰
- معضلات رابطهٔ ایران و آمریکا
- سلوک گمشده: سرنوشت سوسیال دموکراسی در ایران
- سیر سقوط اتحاد جماهیر شوروی
- چرایی‌ها و چگونگی سیاست آمریکا در برابر ایران
- سیر دموکراسی در شوروی و اصلاحات گورباچف
- حقایق تاریخی پیرامون انحلال مجلس مؤسسان

و دهها عنوان دیگر.